# サムライフ
『サムライフ』は、NPO法人「侍学園スクオーラ・今人」理事長・長岡秀貴の自伝小説、およびそれを原作とする日本の映画作品。

## 映画
2015年2月7日から長野県先行上映、2月28日より全国順次公開。主演は三浦貴大。脚本は及川拓郎。監督は森谷雄。

### キャスト
- ナガオカ - 三浦貴大
- ナガオカの少年時代 - 西山潤
- ユミ - 松岡茉優
- ケンジ -  加治将樹
- タカシ - 柾木玲弥
- ダイスケ -  山本涼介
- アケミ - 岩井堂聖子（高橋真唯）
- ハル - 岸井ゆきの
- ハルの母 - 阿南敦子
- ノゾミ - 蒼波純
- ノゾミの母 - 河井青葉
- アキ - 山田望叶
- アキの弟 - 関塚廉世
- コイデさん -  マキタスポーツ
- ナガオカの父 - きたろう
- ナガオカの母 - 夏川加奈子
- アリちゃん - 渡辺大
- ミホコ - 佐藤めぐみ
- ディレクター - 本多力
- ヒロさん - 永野宗典
- カメラマン - 鈴木理学
- えりさん - 上野なつひ
- 警察官 - 松山三四六
- 不動産屋 - 瀬下尚人
- 印刷所の社長 - 田中要次
- クボタ - 大杉漣
- 書店店員 - 鈴木太一

### スタッフ
- 監督：森谷雄
- 原作：長岡秀貴「サムライフ」(HIDBOOKS/ポプラ文庫)
- 脚本：及川拓郎
- 音楽：原田智英
- 主題歌：「サムライフ」爆弾ジョニー(ki/oon Music)
- プロデューサー：森本友里恵
- 特別協賛：アメリカンホーム保険会社
- 製作：サムライフ製作委員会（アットムービー、ポニーキャニオン、ビターズ・エンド、信越放送、上田観光コンベンション協会）
- 企画・製作プロダクション：アットムービー
- 配給・宣伝：ビターズ・エンド